# Music for Torching
Music for Torching från 1955 är ett musikalbum med Billie Holiday.

## Låtlista
1. It Had to Be You (Isham Jones/Gus Kahn) – 4:02
2. Come Rain or Come Shine (Harold Arlen/Johnny Mercer) – 4:23
3. I Don't Want to Cry Anymore (Victor Schertzinger) – 3:55
4. I Don't Stand a Ghost of a Chance with You (Victor Young/Ned Washington/Bing Crosby) – 4:29
5. A Fine Romance (Jerome Kern/Dorothy Fields) – 3:35
6. Gone with the Wind (Allie Wrubel/Herb Magidson) – 3:26
7. I Get a Kick Out of You (Cole Porter) – 5:42
8. Isn't This a Lovely Day? (Irving Berlin) – 4:16

## Inspelningsdata
23 augusti 1955 i Los Angeles (spår 1, 3, 4, 6)
25 augusti 1955 i Los Angeles (spår 2, 5, 7, 8)

## Medverkande
- Billie Holiday – sång
- Benny Carter – alt- & tenorsax
- Harry Edison – trumpet
- Jimmy Rowles – piano
- Barney Kessel – gitarr
- John Simmons – bas
- Larry Bunker – trummor